# Vulca S
O Vulca S é um superesportivo coupé de série limitada produzido pela Faralli & Mazzanti.